# William P.S. Earle
William Pitt Striker Earle (New York, 28 dicembre 1882 – Los Angeles, 30 novembre 1972) è stato un regista statunitense del cinema muto.

## Biografia
Dal 1915 al 1926, diresse 35 pellicole. Ha lavorato anche come sceneggiatore, aiuto regista e attore. Nato a New York, studiò alla Barnard School, laureandosi in seguito alla Columbia University. Il suo primo film fu For the Honor of the Crew, prodotto dalla Vitagraph. Fu uno dei registi della Selznick Enterprises, dove lavorò con Elaine Hammerstein, Louise Huff e Clara Kimball Young.
Nel 1916, diresse insieme a Wally Van, sempre per la Vitagraph, il serial The Scarlet Runner, interpretato da Earle Williams. Per la stessa compagnia, girò numerosi film che avevano come protagonista Alice Joyce, una delle attrici più note di quegli anni.

## Filmografia
La filmografia è completa.

### Regista
- For the Honor of the Crew (1915)
- The Law Decides, co-regia di Marguerite Bertsch (1916)
- The Scarlet Runner, co-regia di Wally Van (1916)
- The Car and His Majesty, co-regia di Wally Van (1916)
- The Nurenberg Watch, co-regia di Wally Van (1916)
- The Masked Ball, co-regia di Wally Van (1916)
- The Hidden Prince, co-regia di Wally Van (1916)
- The Jacobean House, co-regia di Wally Van (1916)
- The Mysterious Motor Car, co-regia di Wally Van (1916)
- The Red Whiskered Man, co-regia di Wally Van (1916)
- The Glove and the Ring, co-regia di Wally Van (1916)
- The Gold Cigarette Case, co-regia di Wally Van (1916)
- The Lost Girl, co-regia di Wally Van (1916)
- The Missing Chapter, co-regia di Wally Van (1916)
- The Car and the Girl, co-regia di Wally Van (1916)
- The Curse of the Forest (1916)
- Whom the Gods Destroy, co-regia di J. Stuart Blackton, Herbert Brenon (1916)
- The Courage of Silence (1917)
- Womanhood, the Glory of the Nation, co-regia di J. Stuart Blackton (1917)
- Within the Law (1917)
- Mary Jane's Pa, co-regia di Charles Brabin (1917)
- I Will Repay (1917)
- Who Goes There? (1917)
- His Own People (1917)
- The Wooing of Princess Pat (1918)
- Little Miss No-Account (1918)
- The Little Runaway (1918)
- The Girl and the Graft (1918)
- Heredity (1918)
- T'Other Dear Charmer (1918)
- The Love Hunger (1919)
- The Better Wife (1919)
- La figlia del lupo solitario (The Lone Wolf's Daughter) (1919)
- The Broken Melody (1919)
- The Woman Game (1920)
- Whispers (1920)
- The Dangerous Paradise (1920)
- The Road of Ambition (1920)
- Poor, Dear Margaret Kirby (1921)
- Gilded Lies (1921)
- L'ultima porta (The Last Door) (1921)
- The Way of a Maid (1921)
- Love's Masquerade (1922)
- Destiny's Isle (1922)
- The Dancer of the Nile (1923)
- Tras las bambalinas del bataclan (1925)
- Milagros de la Guadalupana (1926)

### Sceneggiatore
- For the Honor of the Crew, regia di William P.S. Earle (1915)
- The Love Hunger, regia di William P.S. Earle (1919)
- The Dancer of the Nile, regia di William P.S. Earle (1923)

### Produttore e Presentatore
- Destiny's Isle, regia di William P.S. Earle - presentatore (1922)
- The Dancer of the Nile, regia di William P.S. Earle - casa di produzione (1923)

### Aiuto regista e Attore
- Whom the Gods Destroy co-regia J. Stuart Blackton, Herbert Brenon (1916)
- The Film Parade, regia di J. Stuart Blackton - attore (non accreditato) (1933)